# Aek Kahombu
Aek Kahombu is een bestuurslaag in het regentschap Tapanuli Selatan van de provincie Noord-Sumatra, Indonesië. Aek Kahombu telt 1398 inwoners (volkstelling 2010).